# Mongolite
La mongolite è un minerale.